# Osservatorio di Madras
L'osservatorio di Madras fu fondato dalla "Compagnia britannica delle Indie orientali" nella città di Chennai (allora chiamata Madras) nel 1786. Per oltre un secolo fu il solo osservatorio astronomico di tutta l'India. Tra gli astronomi che ne usufruirono, vanno ricordati Norman Robert Pogson, Michael Topping e John Goldingham. Dal 1899, è stato relegato l'uso dell'osservatorio alle ricerche in campo meteorologico.
Il pilastro di granito alto 15 piedi e pesante 10 tonnellate che sorreggeva l'equipaggiamento in movimento è ancora preservato, ed è stato intitolato all'architetto che lo ha realizzato, Michael Topping. Incisi sul pilastro vi sono l'anno della sua realizzazione scritto in numeri romani (A.D.MDCCXCII) e altre iscrizioni in tamil e telugu.